# Complexe Alexis Nihon

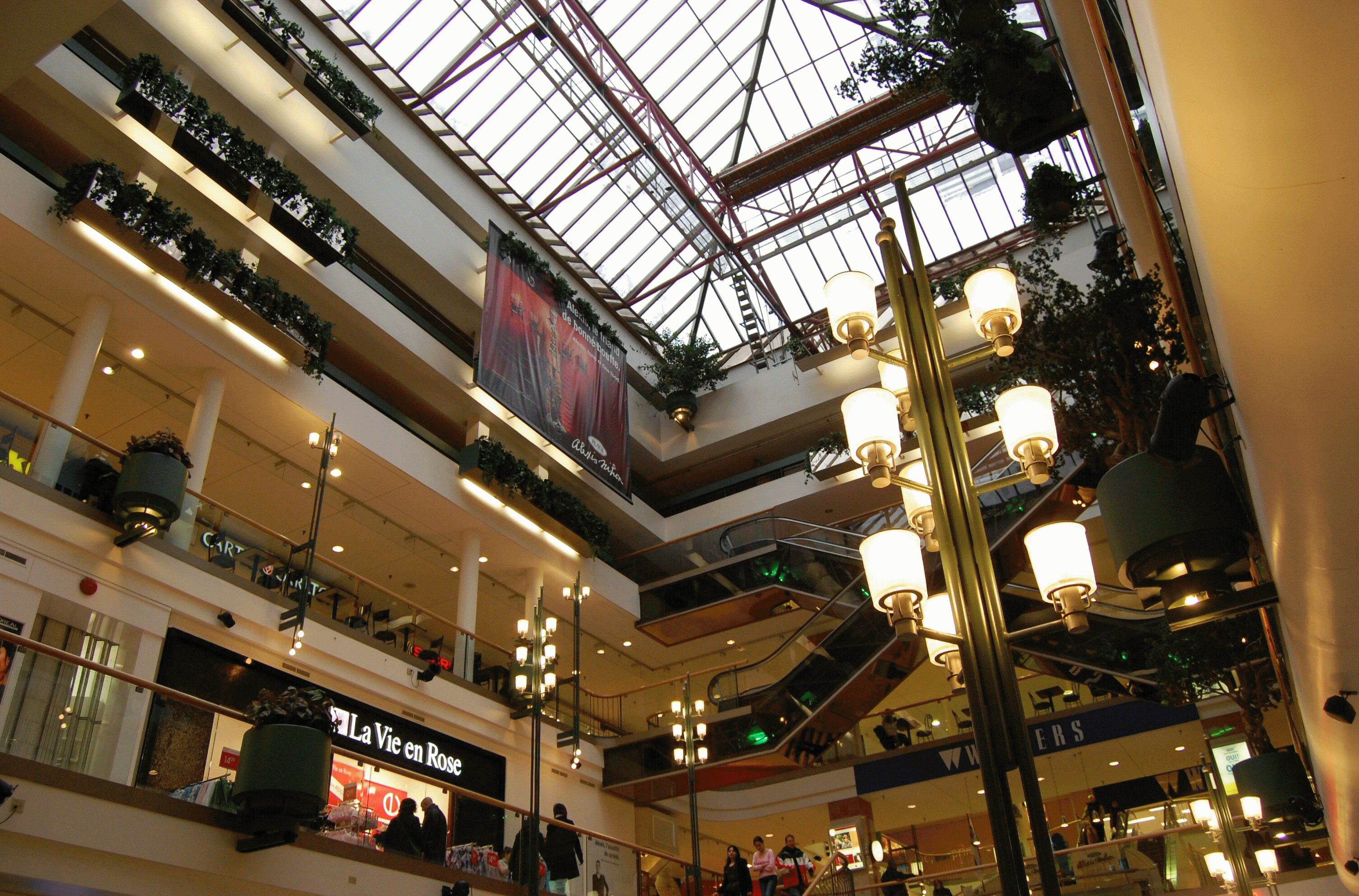
Vue intérieure

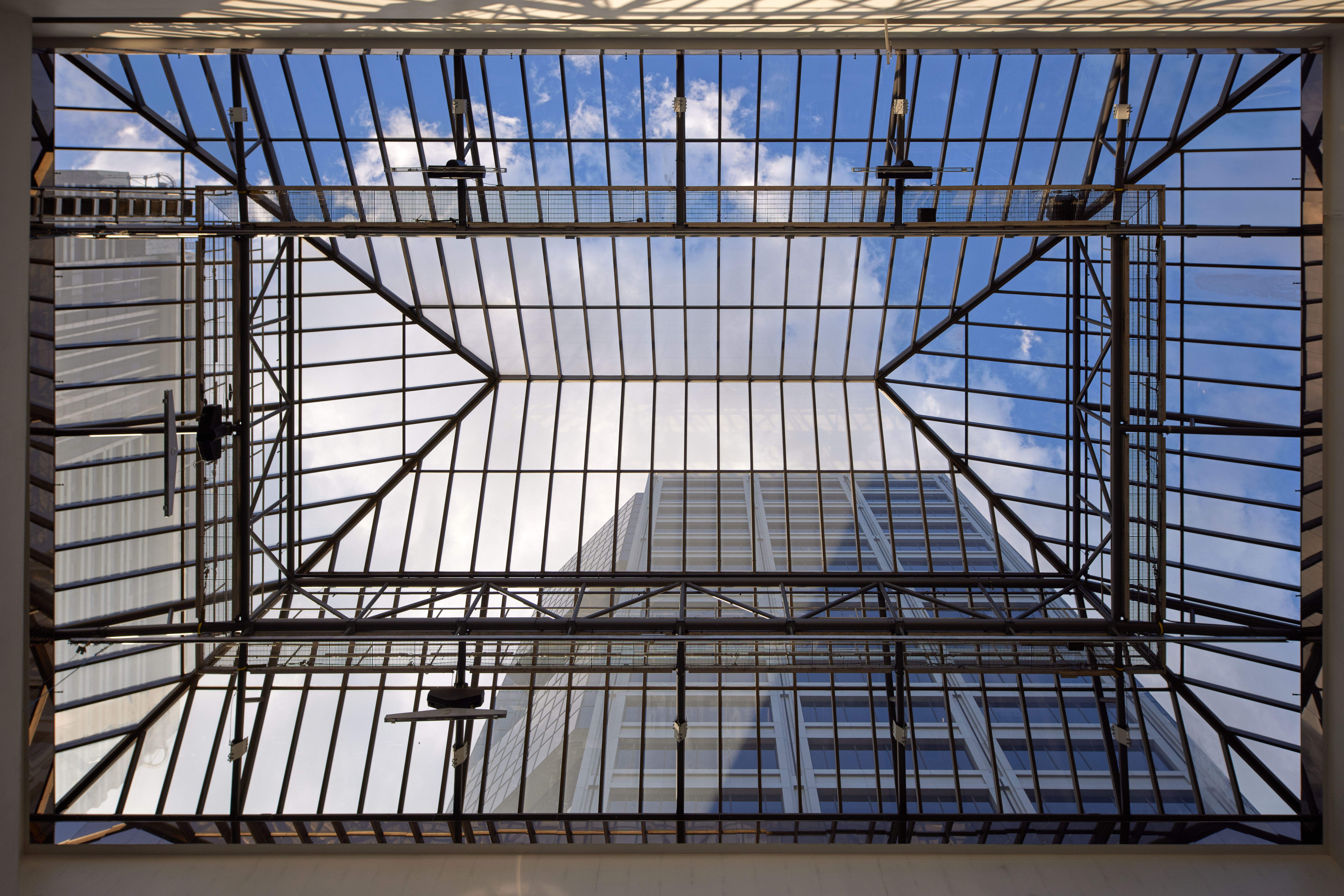
Verrière

Alexis Nihon est un complexe urbain d'une superficie de plus de 2 400 000 pi2 (222 967 m2) carrés, à l'ouest du centre-ville de Montréal. 38 000 visiteurs, travailleurs et étudiants y affluent quotidiennement. Depuis mars 2012, Alexis Nihon est détenue par le Fonds de placement immobilier Cominar.

## Description
Alexis Nihon est une propriété d’affaires multivocationnelle qui comprend deux tours de bureaux, une tour résidentielle, un centre commercial de trois étages et un stationnement offrant près de 1100 espaces.

## Histoire
Alexis Nihon a été construit en 1967, année de l’exposition universelle, par la Corporation Alexis Nihon, une entreprise immobilière privée fondée en 1946 par l'inventeur et l'homme d'affaires Alexis Nihon. Le complexe original a été conçu par l'architecte montréalais Harold Ship, et ses plans architecturaux sont conservés au Centre canadien d'architecture.
En 1982, le premier magasin IKEA de Montréal y a ouvert ses portes. À la suite de la popularité croissante d'IKEA à Montréal et dû au manque d'espace et de stationnement, IKEA déménagea sur le boulevard Cavendish dans l'arrondissement Ville-St-Laurent en mai 1986, laissant le local inoccupé pendant plusieurs années. Ce n'est que le 16 septembre 2004 que ce local trouva une nouvelle vocation, avec l'arrivée de Winners,.
Le 26 octobre 1986, un incendie a fortement endommagé une des tours de bureaux. Au moins six étages ont été détruits dans l'incendie. En 2002, plusieurs locataires incluant le gouvernement fédéral poursuivent les anciens propriétaires de l'édifice pour des millions de dollars et le Service de sécurité incendie de Montréal est blamé par la Cour d'appel du Québec pour négligence et incompétence.
Lors de la fusillade au Collège Dawson du 13 septembre 2006, l'immeuble fut évacué et certains des tirs de la carabine de Kimveer Singh Gill avaient atteint l'édifice,.
En 2012, le magasin Zellers ferme ses portes. En 2013, la chaine Target s'implante dans le local naguère occupé par Zellers. La venue de Target entraîne une foule de rénovations partout dans le centre et chez certains autres commerçants déjà bien établis, comme le supermarché IGA. En 2015 cependant, Target ferme tous ses magasins au Canada. Celui situé à Alexis Nihon est alors racheté par Canadian Tire. Le magasin Canadian Tire déjà bien établi au 2e étage prit alors possession du local laissé vacant par Target à l'étage inférieur, au niveau métro.

## Magasins
Directement connecté à la station de métro Atwater, le centre commercial offre une large gamme de services, une grande diversité de boutiques et des magasins grande surface, ainsi qu’une foire alimentaire comportant plus de 25 restaurants.
Plus de 100 magasins, dont 5 majeurs :
- Canadian Tire
- IGA
- Pharmaprix
- Sports Experts
- Winners
- Omer DeSerres (ouvert en 2015[18])

## Note
1. ↑  Adresse: 1500, avenue Atwater, Montréal
2. ↑  La société propriétaire de la Place Alexis-Nihon se présente ainsi : « Cominar est l'un des plus importants fonds de placement immobilier diversifiés au Canada et le plus important propriétaire et gestionnaire d'immeubles commerciaux au Québec. Son portefeuille est composé de plus de 410 immeubles de bureaux, commerciaux et industriels de qualité situés au Québec, en Ontario, dans les Provinces atlantiques et dans l'Ouest canadien totalisant près de 4,7 milliards $ d'actif. » -  Site web du Fonds de placement immobilier Cominar
3. ↑  alexisnihon.com
4. ↑  ville.montreal.qc.ca
5. ↑  (en) Lisa Fitterman, « Architect Harold Ship spent decades making a mark on Montreal », The Globe and Mail,‎ 22 septembre 2013 (lire en ligne, consulté le 15 juin 2020)
6. ↑  (en) « Harold Ship Alexis Nihon Plaza and Nuns’ Island Master Plan project records », sur cca.qc.ca (consulté le 15 juin 2020)
7. ↑  tvanouvelles.ca
8. ↑  flickr.com
9. ↑  « Page publicitaire Winners », La Presse, Montreal,‎ 16 septembre 2004, A20 (lire en ligne, consulté le 9 septembre 2021)
10. ↑  ville.montreal.qc.ca
11. ↑  Noel, Andre, Incendie de 1986 à la place Alexis-Nihon : La Ville a été négligente , La Presse, 5 septembre 2002, page A3
12. ↑  Le Soleil (article provenant de La Presse), Fusillade au Collège Dawson, "Il tirait au hasard", Le Soleil, Québec, 14 septembre 2006, page 3
13. ↑  Myles, Brian et Bourgault-Côté, Guillaume, Montréal, ville blessée : Panique, pleurs et attente insoutenable dans les rues du centre-ville , Le Devoir, Montréal, 14 septembre 2006, page A3
14. ↑  affaires.lapresse.ca
15. ↑  affaires.lapresse.ca
16. ↑  destinationcentreville.com
17. ↑  quebecoriginal.com
18. ↑  yelp.ca